# Bagan Hulu
Bagan Hulu is een bestuurslaag in het regentschap Rokan Hilir van de provincie Riau, Indonesië. Bagan Hulu telt 10.730 inwoners (volkstelling 2010).